# Liste des îles divisées par une frontière internationale

## Pleine mer
| Île                                   | Pays                                                        | Superficie (km²) | Population (habitants) | Date de la division | Frontières                                                    |
| ------------------------------------- | ----------------------------------------------------------- | ---------------- | ---------------------- | ------------------- | ------------------------------------------------------------- |
| Nouvelle-Guinée                       | Indonésie (50 %) Papouasie-Nouvelle-Guinée (50 %)           | 829 200          | 5 200 000              | 1949                | Frontière Indonésie - Papouasie-Nouvelle-Guinée               |
| Bornéo                                | Indonésie (72 %) Malaisie (27 %) Brunei (1 %)               | 736 000          | 10 000 000             | 1963                | Frontière Indonésie - Malaisie Frontière Brunei - Malaisie    |
| Irlande                               | Irlande (83 %) Royaume-Uni (17 %)                           | 84 500           | 5 600 000              | 1921                | Frontière Irlande - Royaume-Uni                               |
| Hispaniola                            | République dominicaine (67 %) Haïti (33 %)                  | 76 480           | 15 800 000             | 1808                | Frontière Haïti - République dominicaine                      |
| Grande île de la Terre de Feu         | Argentine (50 %) Chili (50 %)                               | 48 100           | 134 000                | 1881                | Frontière Argentine - Chili                                   |
| Timor                                 | Indonésie (53 %) Timor oriental (47 %)                      | 30 777           | 3 182 693              | 20 mai 2002         | Frontière Indonésie - Timor oriental                          |
| Chypre                                | Chypre (97 %) Akrotiri et Dhekelia (3 %)                    | 9 251            | 980 000                | 1960                | Frontière entre Chypre et les bases d'Akrotiri et de Dhekelia |
| Sebatik                               | Indonésie Malaisie                                          | 452              | 105 000                | 1891                | Frontière Indonésie - Malaisie                                |
| Usedom                                | Allemagne (84 %) Pologne (16 %)                             | 445              | 76 500                 | 1945                | Frontière Allemagne - Pologne                                 |
| Île Martín García - Timoteo Domínguez | Argentine (50 %) Uruguay (50 %)                             | 380              | 170                    | 1988                | Frontière Argentine - Uruguay                                 |
| Saint-Martin                          | France (Saint-Martin) (61 %) Pays-Bas (Saint-Martin) (39 %) | 87               | 71 000                 | 1648                | Frontière France - Royaume des Pays-Bas                       |
| Île Hans                              | Canada Danemark (Groenland)                                 | 1,3              | 0                      | 14 juin 2022        | Frontière Canada - Danemark                                   |
| Kataja                                | Finlande Suède                                              | 0,71             | 0                      | 1809                | Frontière Finlande - Suède                                    |
| Île sur la chaussée du roi Fahd       | Bahreïn Arabie saoudite                                     | 0,66             | ?                      | 1986                | Frontière Arabie saoudite - Bahreïn                           |
| Märket                                | Finlande Suède                                              | 0,033            | 0                      | 1809                | Frontière Finlande - Suède                                    |
| Koiluoto                              | Finlande Russie                                             | <0,033           | 0                      | 1945                | Frontière Finlande - Russie                                   |

## Fleuves et lacs
- Bolchoï Oussouriisk/Heixiazi située entre les fleuves Amour et Oussouri, divisée entre la  Russie et la  Chine.

- L'île de Corocoro (690 km²), divisée entre le  Guyana et le  Venezuela. Le Venezuela la revendique toutefois en totalité.

- Canada /  États-Unis :
  - L'île de la Province, sur le lac Memphrémagog, partagée entre le Québec (à 91 %) et le Vermont (9 %).
  - Deux îles sans nom sur le lac Boundary.

- Norvège /  Suède :
  - Trois îles dans le lac Boksjo.

- France /  Luxembourg /  Allemagne  : l'île de l'écluse d'Apach sur la Moselle. Majoritairement en France, la pointe nord est un condominium entre le Luxembourg et l'Allemagne.

## Cas particuliers
- Chypre est divisée entre la  République de Chypre et les bases britanniques souveraines d'Akrotiri et Dhekelia. En pratique, la  République turque de Chypre du Nord contrôle également 36 % de l'île, tandis que les Nations unies administrent une zone tampon séparant la république de Chypre de la république turque de Chypre du Nord (1 %).
- L'île Verte est un îlot situé entre l'archipel de Saint-Pierre-et-Miquelon ( France) et Terre-Neuve ( Canada). Il n'est pas clair si la frontière maritime entre les deux pays passe ou non par cet îlot.
- L'île des Faisans n'est pas divisée entre l' Espagne et la  France, mais est un condominium, administré par chacun des pays à tour de rôle pendant six mois.

## Îles anciennement divisées
D'autres îles ont été divisées par le passé par une frontière, mais ont depuis été unifiées. Parmi elles :
- Grande-Bretagne : divisée entre l'Angleterre, l'Écosse et le Pays de Galles, unis depuis 1707 dans le Royaume-Uni.
- Saint-Christophe : divisée entre l'Angleterre et la France en 1626 ; intégralement britannique depuis 1713 jusqu'à son indépendance en 1983.
- Sakhaline : divisée entre l'Empire russe et l'empire du Japon entre 1905 et 1917, puis entre l'Union soviétique et l'empire du Japon de 1917 à 1945. Intégralement soviétique jusqu'en 1991, puis russe.
- Anacoco : située dans la rivière Cuyuní formant la frontière entre le Venezuela et la Guyane britannique (désormais Guyana), elle fut intégralement annexée par le Venezuela en 1966 à la suite d'un désaccord frontalier.
- Zhongchan Dao : située dans le delta de la rivière des Perles et divisée entre la Chine et Macao depuis le traité de Tianjin en 1858 jusqu'à la rétrocession de Macao à la Chine en 1999.
- Île de Vozrojdénia : située dans la mer d'Aral et partagée entre le Kazakhstan et l'Ouzbékistan (frontière internationale à partir de 1991). L'île est désormais devenue une péninsule à la suite de l'assèchement de la mer d'Aral.